# Latinspexet
Latinspexet är en spexförening vid Malmö Latinskola bildad 2018 på initiativ av Sara Månsson och Caroline Wollberg. Föreningen består av cirka 100 elever från olika klasser, årskurser och gymnasielinjer från skolan. Varje år produceras en ny föreställning under ett läsår, och har sedan premiär i mars eller april. Produktionen finansieras genom biljettförsäljning till föreställningarna och samarbete med sponsorer. 
Temat för produktionen ändras varje år. Produktionsåret 2024-2025 års uppsättning av Latinspexet var Draculas Slott.   
Ordförande för Latinspexet kallas för spexgeneraler.

## Historia
Latinspexet bildades under sommaren 2018 och den 27 september öppnade de första ansökningarna till spexet. Den 13 mars 2019 presenterade Latinspexet produktionen "Vishetens begynnelse" som sedan hade premiär den 12 april samma år. Under produktionsåret 2019-2020 togs grupperna "Ekonomi" och "Dans" bort. Istället för en grupp väljs istället en "Ekonomiminister" som själv tar hand om jobbet, och all dans och koreografi ligger i händerna på "Skådisminstrarna". 
Under skoldådet den 21 mars 2022 vid Malmö Latinskola var det ett femtiotal elever på skolan samtidigt som repeterade inför Latinspexet. Som följd blev spexets premiärdatum ändrat. Latinskolans musikhjälp öppnade en fond för de förlorade lärarna som Latinspexet donerar en del av sin vinst till varje år sedan 2022.
Inför produktionsåret 2022-2023 kom "Ekonomigruppen" tillbaka som en grupp, men består ändå av endast en medlem. Produktionsåret 2023-2024 lades "Latinspexet Fotoboken" till som ny grupp. Gruppen varade endast ett produktionsår och blev skrotat inför Latinspexet 2024-2025.
Efter att ha ökat antalet föreställningar från tre till fyra, så sålde "Latinspexet 2025: Draculas Slott" fler biljetter än något tidigare spex. 

## Kronologisk lista över latinspex

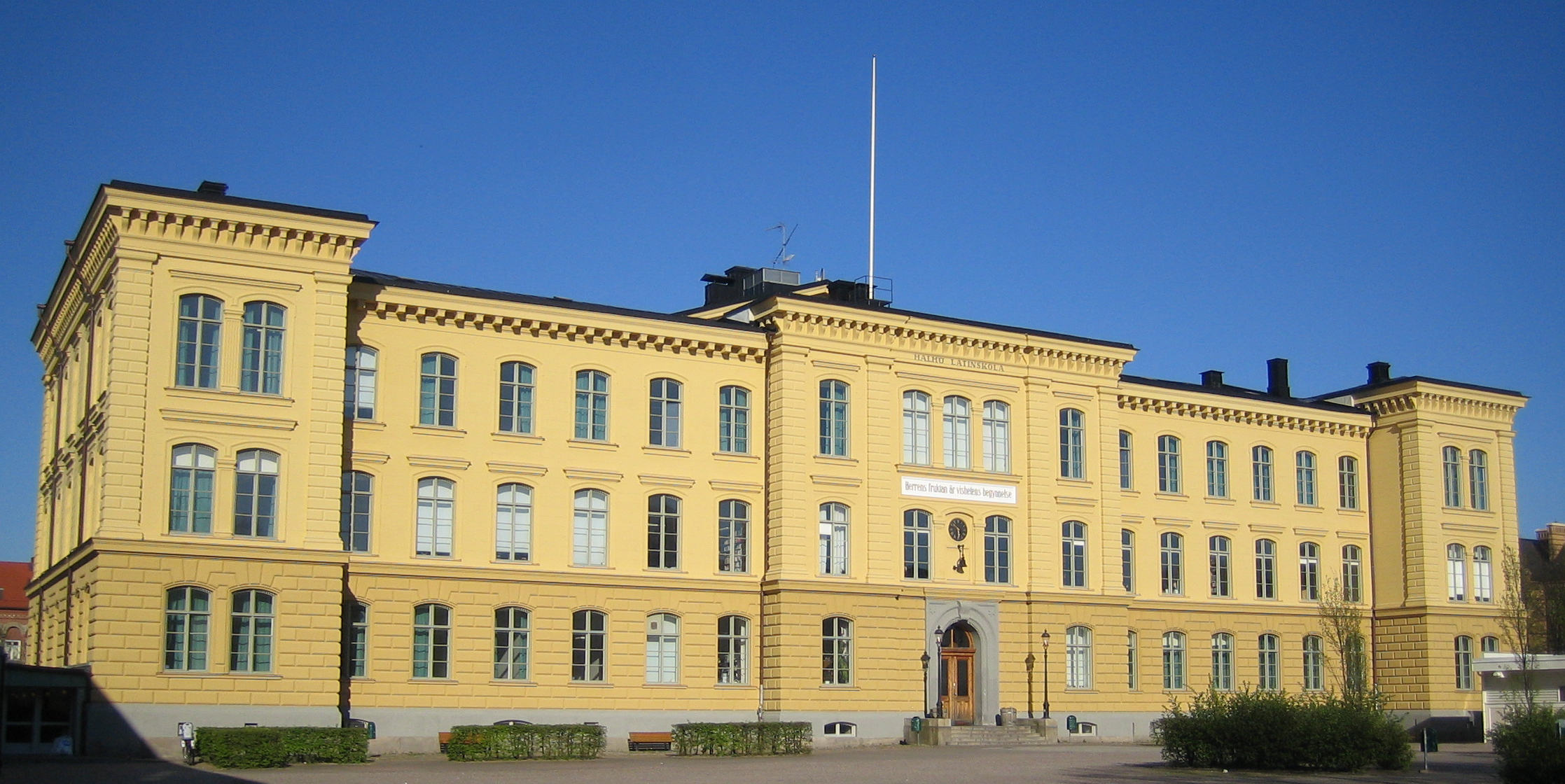
Malmö latinskolans byggnad från 1878.

| Produktionsår | Titel                           | Premiärdatum  |
| ------------- | ------------------------------- | ------------- |
| 2024 - 2025   | "Draculas Slott"                | 13 mars 2025  |
| 2023 - 2024   | "Regalskeppet Vasa"             | 5 april 2024  |
| 2022 - 2023   | "En Tur I Inferno"              | 17 mars 2023  |
| 2021 - 2022   | "Pandoras ask"                  | 8 april 2022  |
| 2020 - 2021   | "Dynasti Sodomi"                | 7 maj 2021    |
| 2019 - 2020   | "Love you to the moon and back" | 13 mars 2020  |
| 2018 - 2019   | "Vishetens begynnelse"          | 12 april 2019 |

## Latinspexets grupper
Föreningen består av 12 grupper som ansvarar för olika delar av produktionen. I varje grupp finns det en till två ministrar som ansvarar för gruppen. 
- Latinspexet PR
- Latinspexet Event
- Latinspexet Design
- Latinspexet Foto & Film
- Latinspexet Dekor
- Latinspexet Kostym
- Latinspexet Ljud & Ljus
- Latinspexet Smink
- Latinspexet Bandet
- Latinspexet Skådis
- Latinspexet Manus & Regi
- Latinspexet Ekonomi

## Föreningens ordförande
| 2024 - 2025 | Lucas Nordström & Olle Håkansson         |
| 2023 - 2024 | Ella Engman & Alba Martinsdotter         |
| 2022 - 2023 | Olivia Johansson & Malva Näslund         |
| 2021 - 2022 | Dylan Ellgren Wermén & Selma Östlin Pagh |
| 2020 - 2021 | Harald Gerdmar & Frida Martinsdotter     |
| 2019 - 2020 | Ira Skoog & Filippa Tejre                |
| 2018 - 2019 | Sara Månsson & Caroline Wollberg         |